# Ante Ćorić
Ante Ćorić, född 14 april 1997 i Zagreb, är en kroatisk professionell fotbollsspelare som spelar som mittfältare för Varaždin. Han representerar även Kroatiens landslag.

## Karriär
Den 28 maj 2018 värvades Ćorić av AS Roma, där han skrev på ett femårskontrakt. I augusti 2019 lånades Ćorić ut till spanska Almería på ett låneavtal över säsongen 2019/2020. Den 2 oktober 2020 lånades Ćorić ut till nederländska VVV-Venlo på ett låneavtal över säsongen 2020/2021. Den 16 februari 2021 lånades han istället ut till slovenska Olimpija Ljubljana på ett låneavtal över resten av säsongen 2020/2021.
Den 24 augusti 2021 lånades Ćorić ut till schweiziska FC Zürich på ett säsongslån. Den 13 januari 2024 återvände han till Kroatien och skrev på ett 1,5-årskontrakt med Rudeš. Den 5 september 2024 skrev Ćorić på ett tvåårskontrakt med Varaždin.